# Manzini (Szváziföld)
Manzini (korábbi nevén Bremersdorp) város Szváziföldön, Manzini tartomány fővárosa. A város az ország második legnagyobb városa a főváros Mbabane után, lakossága 2005-ös becslés szerint 110 537 fő.[forrás?] Szváziföld legfontosabb ipari központja, Matsapha a város nyugati határához közel esik.

## Testvérvárosok
- Keighley, Egyesült Királyság
- Ramales de la Victoria, Spanyolország